# Gijsbert de Leve
Gijsbert (Gijs) de Leve (Amsterdam, 15 augustus 1926 – Ratum, 19 november 2009) was een Nederlands wiskundige en hoogleraar aan de Universiteit van Amsterdam (1965-1991) en bekend van zijn werk omtrent de Markov-besliskunde. De Leve wordt beschouwd als oprichter van operationeel onderzoek in Nederland.

## Biografie
De in Amsterdam geboren en getogen De Leve behaalde in 1954 zijn kandidaatsexamen wis- en natuurkunde aan de Universiteit van Amsterdam (UvA). Daar promoveerde hij ook cum laude met het proefschrift Generalized Markovian decision processes, met Jan Hemelrijk als promotor. Ook had hij Johannes Runnenburg als hoogleraar.
Op 1 januari 1965 werd De Leve benoemd tot buitengewoon hoogleraar besliskunde aan de UvA, waar hij zich specifiek richtte op de bedrijfseconomische toepassing ervan en dan met name stochastisch operationeel onderzoek. Negen jaar later, in 1974, werd het dienstverband omgezet in een gewoon hoogleraarschap. Deze functie vervulde hij tot aan zijn pensionering in 1991. Samen met Jacob Willem Cohen vestigde hij het veld van operationeel onderzoek in Nederland. Tot De Leve's promovendi behoorden onder andere Henk Tijms, D66-senator Alexander Rinnooy Kan en Jan Karel Lenstra.
Ter ere van De Leve werd in 1997 door het Landelijk Netwerk Mathematische Besliskunde (LNMB) de "Gijs de Leve-prijs" ingesteld voor het beste promotie-proefschrift op het gebied van de besliskunde.